# Team NSP-Ghost
Team NSP-Ghost was een wielerploeg met een Duitse licentie. De ploeg bestond van 2011 tot en met 2013. NSP-Ghost kwam gedurende die seizoenen uit in de continentale circuits van de UCI. Thomas Kohlhepp was de manager van de ploeg.

## Seizoen 2014

### Transfers
| Inkomend | Team 2013 | Uitgaand          | Team 2014                    |
| -------- | --------- | ----------------- | ---------------------------- |
|          |           | Sebastian Baldauf | Team Bergstraße-Jenatec      |
|          |           | Stefan Schäfer    | LKT Team Brandenburg         |
|          |           | Michael Schweizer | Synergy Baku Cycling Project |
|          |           | René Hooghiemster | KOGA Cycling Team            |
|          |           | Sebastian Forke   | Christina Watches-Onfone     |
|          |           | Tino Thömel       | Team Stuttgart               |

## Seizoen 2013

### Overwinningen in de UCI Europe Tour
| Datum       | Wedstrijd                                      | Cat. | Winnaar           |
| ----------- | ---------------------------------------------- | ---- | ----------------- |
| 24 maart    | 6e etappe Ronde van Normandië                  | 2.2  | Tino Thömel       |
| 10 april    | 1e etappe Ronde van Loir-et-Cher               | 2.2  | Tino Thömel       |
| 12 april    | 3e etappe Ronde van Loir-et-Cher               | 2.2  | Tino Thömel       |
| 14 april    | 5e etappe Ronde van Loir-et-Cher               | 2.2  | Tino Thömel       |
| 10-14 april | Eindklassement Ronde van Loir-et-Cher          | 2.2  | Tino Thömel       |
| 4 mei       | 3e etappe Szlakiem Grodów Piastowskich         | 2.1  | Tino Thömel       |
| 27 juni     | 2e etappe Koers van de Olympische Solidariteit | 2.1  | Michael Schweizer |
| 29 juni     | 4e etappe Koers van de Olympische Solidariteit | 2.1  | Sebastian Forke   |
| 1 september | Ronde van Midden-Nederland                     | 1.2  | Sebastian Forke   |

### Renners
| Naam                        | Geboortedatum    | Nationaliteit | Ploeg 2012      |
| --------------------------- | ---------------- | ------------- | --------------- |
| Sebastian Baldauf           | 22 februari 1989 | Duitsland     | Geen            |
| Thomas Bonnin               | 10 mei 1989      | Frankrijk     | Argos-Shimano   |
| Jacob Fiedler               | 20 juni 1987     | Duitsland     |                 |
| Sven Forberger              | 9 april 1982     | Duitsland     |                 |
| Sebastian Forke             | 13 maart 1987    | Duitsland     |                 |
| Markus Fothen (tot 24 juli) | 9 september 1981 | Duitsland     |                 |
| Sergej Fuchs                | 21 februari 1987 | Duitsland     |                 |
| René Hooghiemster           | 30 juli 1986     | Nederland     |                 |
| Léo Menville                | 11 oktober 1988  | Frankrijk     |                 |
| Stefan Schäfer              | 6 januari 1986   | Duitsland     |                 |
| Jonas Schmeiser             | 11 juli 1987     | Duitsland     |                 |
| Michael Schweizer           | 16 december 1983 | Duitsland     | Nutrixxion-Abus |
| Tino Thömel                 | 6 juni 1988      | Duitsland     |                 |